# Trace Beaulieu
Trace Beaulieu (6 november 1958) is een Amerikaanse poppenspeler, acteur en schrijver. Hij is vooral bekend van zijn rollen in de televisieserie Mystery Science Theater 3000 (MST3K).
Gedurende de eerste zeven seizoenen van MST3K speelde Beaulieu het personage Dr. Clayton Forrester, en deed de stem van Crow T. Robot. Hij bediende tevens de Crow-pop. Na zeven seizoenen stopte hij met beide rollen.
Trace speelde ook mee in de serie Freaks and Geeks als de biologieleraar Mr. Lacovara. Verder had hij een gastrol in een aflevering van de serie The West Wing.
Naast acteren doet Trace ook aan schrijfwerk. De laatste paar jaar is hij schrijver voor America's Funniest Home Videos. Verder schreef hij het script voor de eendelige stripserie Here Come the Big People, gepubliceerd door Event Comics.